# Philodina koreana
Philodina koreana is een raderdiertjessoort uit de familie Philodinidae. De wetenschappelijke naam van deze soort is voor het eerst geldig gepubliceerd in 2017 door Song en Lee.

## Voorkomen
De soort komt voor in Jang-neung, Yeongwol-gun, Gangwon-do, Zuid-Korea.